# Bodies of Water
Cet article possède un paronyme, voir Bodies.
Bodies of Water est un groupe américain de rock indépendant, originaire de Los Angeles, en Californie. Il est articulé autour d'un couple marié, David and Meredith Metcalf. Il se produit généralement accompagné de musiciens complémentaires.
Bodies of Water a publié quatre albums, auto-produisant le premier, Ears Will Pop and Eyes Will Blink, avant de le voir commercialisé sous le label Secretly Canadian en janvier 2008. A Certain Feeling est sorti mi-2008, suivi de Twist Again en 2011. Il faut attendre 2017 pour voir apparaître un nouvel album, Spear in the City.

## Historique
Le premier EP de Bodies of Water, éponyme, est publié en 2005. Il est bien accueilli par la presse spécialisée comme Pitchfork et le blog New Music de Rolling Stone. Les critiques comparent souvent le style musical du groupe à celui d'Ennio Morricone, Arcade Fire, The Mamas and the Papas, et Danielson. Le groupe dit aussi s'inspirer de Tropicalia.
Ears Will Pop and Eyes Will Blink, leur premier album studio, est à l'origine publié au label Thousand Tongues. Après avoir été signé par Secretly Canadian, le label réédite l'album à l'échelle nationale le 22 janvier 2008. Leur deuxième album, intitulé A Certain Feeling, est publié le 22 juillet 2008. Un troisième album studio, Twist Again, est publié en 2011. Il faut attendre 2017 pour voir apparaître un nouvel album, Spear in the City.
Le cinquième album du groupe, Is This What It’s Like, sort début 2021.

## Membres
- David Metcalf - chant, guitare
- Meredith Metcalf - chant, claviers
- Kyle Gladden - basse
- Noah Smith - batterie

## Discographie
- 2007 : Ears Will Pop and Eyes Will Blink (Secretly Canadian)
- 2008 : A Certain Feeling (Secretly Canadian)
- 2011 : Twist Again (Secretly Canadian)
- 2017 : Spear in the City (Secretly Canadian)
- 2021 : Is This What It's Like (Thousand Tongues)
- 2024 : The Journey Is Our Home (Thousand Tongues)